# Stephen Frey
Stephen Frey – amerykański pisarz, autor wielu bestsellerów osadzonych w świecie wielkiej finansjery. W przeszłości był dyrektorem firmy inwestycyjnej, pracował przy fuzjach w JP Morgan oraz zasiadał w radzie nadzorczej jednego z banków w Manhattanie.
Jego najbardziej znaną publikacją jest Prezes, który rozpoczyna czteroczęściowy cykl powieści o losach Christian Gillette, prezesa wielkiej nowojorskiej spółki inwestycyjnej – Everestu. Tytuły Protegowany, The Power Broker i Sukcesorka są kontynuacją losów głównego bohatera. Wiele z jego książek trafiło na listę bestsellerów New York Timesa.
Zamieszkuje na Florydzie wraz z żoną Dianą, zrezygnował z dalszej kariery finansowej, by poświęcić się pisaniu. Według jego prywatnej strony internetowej ma trzy córki o imionach: Christina, Ashley i Gabriella. Jego pasją są golf i wędkarstwo muchowe.